# Sophie-Hedwig-Gymnasium
Das Sophie-Hedwig-Gymnasium (SHG) ist ein öffentliches Gymnasium in Diez an der Lahn. Aktuell werden etwa 680 Schülerinnen und Schüler von ca. 60 Lehrkräften unterrichtet. Die Schule ist seit 2019 eine Zertifizierte Europaschule des Landes Rheinland-Pfalz. Schulleiter ist seit dem Jahr 2017 Frank Schmidt.

## Name und Geschichte
Die Schule wurde am 28. April 1965 gegründet als „Staatliches Gymnasium Diez“. Umbenannt wurde sie im Jahr 1996 nach Sophie Hedwig von Braunschweig-Lüneburg (1592–1642), der Frau des Grafen Ernst Casimir (Nassau-Dietz). Mit der Namensgebung soll an die Zivilcourage der Herzogin während des Dreißigjährigen Krieges erinnert werden, als sie die Stadtbevölkerung von Diez vor den schwedischen Truppen schützte.
Die Schule gehört zusammen mit der „Theodissa Realschule plus Diez“ zum Schulzentrum Diez.

## Unterrichtsangebot
Es ist ein allgemeinbildendes Gymnasium in Trägerschaft des Rhein-Lahn-Kreises, das in neun Jahren zum Abitur führt. Ab Klassenstufe 5 wird Englisch als Pflichtfremdsprache unterrichtet, in Klassenstufe 6 erfolgt die Wahl zwischen Französisch und Latein als zweiter Pflichtfremdsprache. Das Wahlfach Spanisch kann ab Klassenstufe 9 belegt werden. Ab dem Schuljahr 2019/2020 gibt es einen „Spanisch-Nullkurs“, mit dem ab der Klassenstufe 11 eine zweite Fremdsprache neu erlernt werden kann.
Seit Beginn des Schuljahres 2009/2010 verfügt das Sophie-Hedwig-Gymnasium über ein umfangreiches Ganztagsschulangebot, das in Zusammenarbeit mit der Theodissa Realschule plus angeboten wird.

### Orientierungsstufe
Das SHG hat eine eigenständige Orientierungsstufe mit schuleigenem Zusatzcurriculum, mit dem die Schüler auf das gymnasiale Arbeiten vorbereitet werden. Seit dem Schuljahr 2018/2019 ist in der Orientierungsstufe ein Sozialkompetenztraining implementiert, um den Zusammenhalt innerhalb der Klassengemeinschaft zu stärken. Zudem erhalten alle Schüler eine informationstechnische Grundausbildung in Klasse 6.
Ab Klasse 5 besteht die Möglichkeit eine Klasse mit bilingualem Profil zu besuchen. Schüler dieser Profilklassen erhalten in der Klasse 5 und 6 zusätzlichen Englischunterricht, um für den bilingualen Unterricht in einem der gemeinschaftskundlichen Fächer (Erdkunde, Geschichte und Sozialkunde) ab Klasse 7 vorbereitet zu werden.

## Außerschulische Angebote und Aktivitäten
- Jugend trainiert für Olympia (Handball, Fußball, Leichtathletik, Triathlon und Tennis)
- Junior-Coach-Ausbildung des DFB
- Jugend forscht/Schüler experimentieren (Schulpreisgewinner 2015)
- Schulband, Schulchor, Bläserklasse, Theater-AG
- Schulgarten
- Streitschlichterausbildung
- Schulsanitätsdienst
- Informatik-Biber, Bundeswettbewerb Informatik

### Sport
Die Schule ist seit 2009 Partnerschule des Sports und wurde durch das Bildungsministerium ausgezeichnet. Außerdem ist sie mehrfacher Landessieger bei JtfO im Handball und nahm erfolgreich an zahlreichen weiteren sportlichen Wettbewerben teil. Jährlich wird der Triathlonwettbewerb „SophieTri“ in der Region Diez/Limburg veranstaltet. Die Schule ist zudem seit 2014 DFB-Ausbildungsschule.

### Gesellschaftliches Engagement
Die Schule engagiert sich in einem Senioren-Besuchsdienst in Kooperation mit der AWO, der Pflege des jüdischen Friedhofs sowie der Unterstützung verschiedener karitativer Einrichtungen mit den Einnahmen aus Weihnachtsbasaren, Spendenläufen und Sommerfesten.

## Partnerschulen
Das umfangreiche Austauschangebot des SHG umfasst derzeit Programme mit Partnerschulen in Frankreich, Polen und den USA.

## Auszeichnungen
- Partnerschule des Sports[3]
- Netzwerkschule Schule ohne Rassismus – Schule mit Courage seit 2017[4]
- Preisträger im Euroscola-Wettbewerb des Europäischen Parlaments im Jahr 2018[5]

## Persönlichkeiten
- Frank Puchtler (* 1962), Politiker
- Matthias Lammert (* 1968), Politiker
- Maike Schaefer (* 1971), Politikerin
- Hanne Kah (* 1991), Musikerin
- Olivia Gürth (* 2002), Leichtathletin